# Leichtathletik-Weltmeisterschaften 2007/Diskuswurf der Frauen

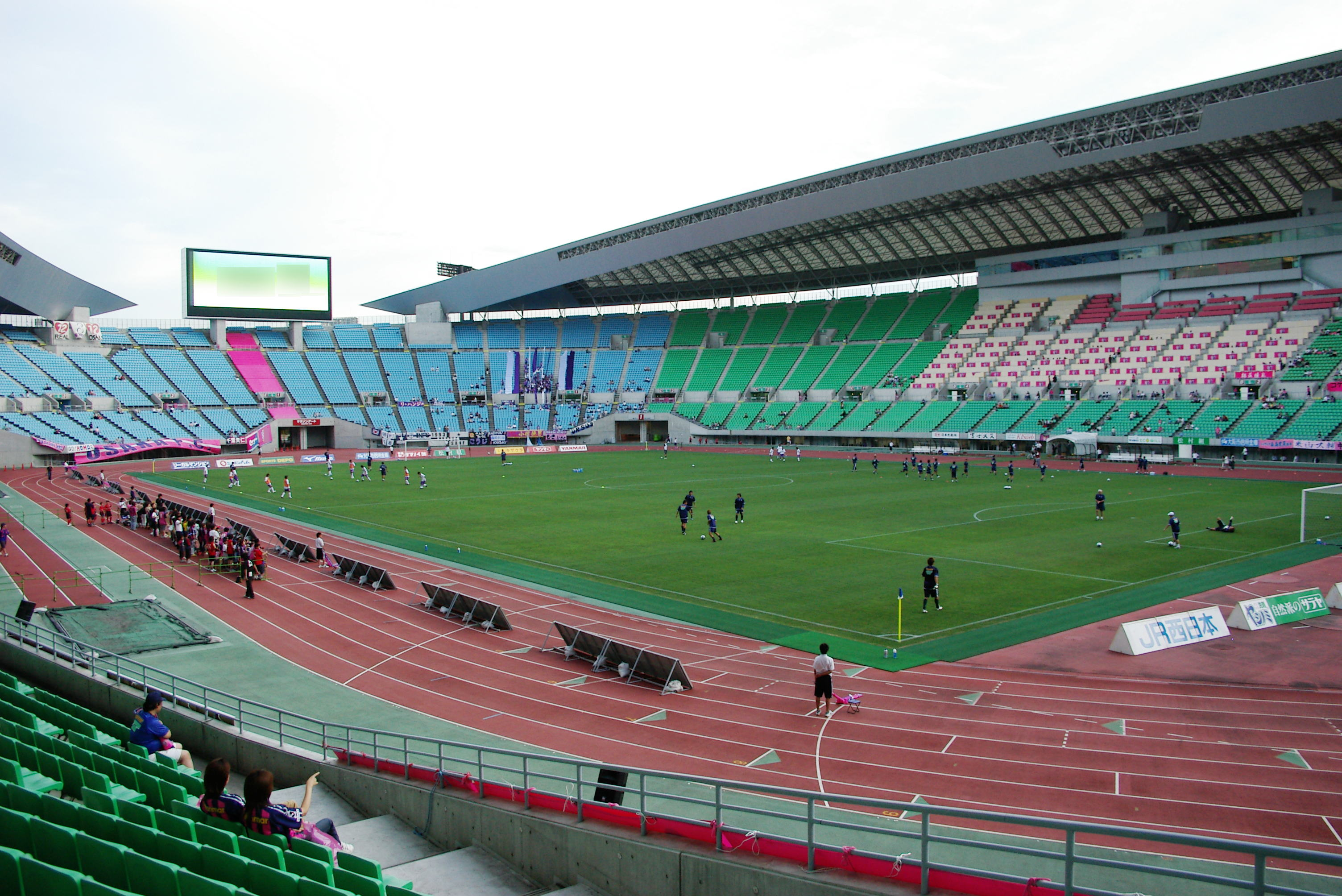
Das Nagai-Stadion in Osaka im Jahr 2004

Der Diskuswurf der Frauen bei den Leichtathletik-Weltmeisterschaften 2007 wurde am 27. und 29. August 2007 im Nagai-Stadion der japanischen Stadt Osaka ausgetragen.
Ihren dritten Weltmeistertitel nach 1999 und 2005 errang die deutsche Europameisterin von 1998 und Vizeeuropameisterin von 2006 Franka Dietzsch.

Sie gewann vor der Kubanerin Yarelys Barrios, die 2006 Zweite der Karibikmeisterschaften war.

Bronze ging an die rumänische Vizeweltmeisterin von 2001, WM-Dritte von 1999 und zweifache EM-Dritte (1998/2006) Nicoleta Grasu.

## Bestehende Rekorde
| Weltrekord | 76,80 m | Gabriele Reinsch | Neubrandenburg, DDR (heute Deutschland) | 9. Juli 1988    |
| WM-Rekord  | 71,62 m | Martina Hellmann | WM 1987 in Helsinki, Finnland           | 31. August 1987 |

Der bestehende WM-Rekord wurde bei diesen Weltmeisterschaften nicht eingestellt und nicht verbessert.

## Doping
Die Russin Darja Pischtschalnikowa, die mit 65,78 m auf den zweiten Platz gekommen war, wurde nachträglich disqualifiziert. Sie hatte nach Bekanntwerden positiver Befunde in ihren Dopingproben ein umfassendes Geständnis abgelegt und sich mit vertraulichen Aussagen zum Staatsdoping in Russland an die WADA gewendet. Die WADA leitete diese eigentlich vertraulichen Angaben daraufhin weiter an die russische Anti-Doping-Agentur RUSADA und lieferte die Sportlerin damit in Russland einer Verfolgung als Verräterin aus. Darja Pischtschalnikowa wurde mit einer Sperre von zehn Jahren belegt, ihre Resultate unter anderem von diesen Weltmeisterschaften wurden gestrichen.
Leidtragende waren vor allem drei Athletinnen:
- Nicoleta Grasu, Rumänien – Sie erhielt ihre Medaille weit verspätet und konnte nicht an der Siegerehrung teilnehmen.
- Ma Xuejun, Volksrepublik China – Ihr hätten im Finale als Athletin auf Rang acht drei weitere Versuche zugestanden.
- Dani Samuels, Australien – Sie wäre über ihre Platzierung als Zwölfte nach der Qualifikation im Finale startberechtigt gewesen.

## Legende
Kurze Übersicht zur Bedeutung der Symbolik – so üblicherweise auch in sonstigen Veröffentlichungen verwendet:
| – | verzichtet |
| x | ungültig   |

## Qualifikation
28 Teilnehmerinnen traten in zwei Gruppen zur Qualifikationsrunde an. Die Qualifikationsweite für den direkten Finaleinzug betrug 61,50 m. Acht Athletinnen übertrafen diese Marke (hellblau unterlegt). Das Finalfeld wurde mit den vier nächstplatzierten Sportlerinnen auf zwölf Werferinnen aufgefüllt (hellgrün unterlegt). So mussten schließlich 60,89 m für die Finalteilnahme erbracht werden.

### Gruppe A

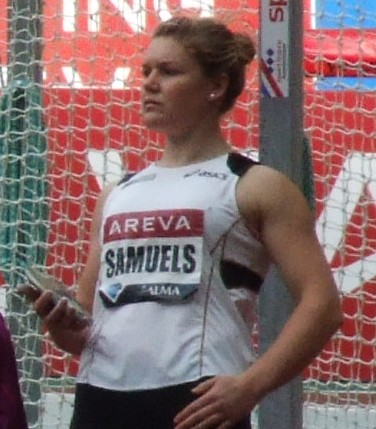
Dani Samuels wurde durch die hier gestartete gedopte Athletin um ihre Finalteilnahme betrogen

27. August 2007, 10:00 Uhr
| Platz | Name              | Nation              | Resultat (m) | 1. Versuch (m) | 2. Versuch (m) | 3. Versuch (m) | Anmerkung                              |
| 1     | Franka Dietzsch   | Deutschland         | 65,17        | 57,13          | 65,17          | –              |                                        |
| 2     | Nicoleta Grasu    | Rumänien            | 64,26        | 61,29          | x              | 64,26          |                                        |
| 3     | Yarelys Barrios   | Kuba                | 63,44        | 63,44          | –              | –              |                                        |
| 4     | Iryna Jattschanka | Belarus             | 62,63        | 62,63          | –              | –              |                                        |
| 5     | Ma Xuejun         | Volksrepublik China | 60,89        | 51,67          | 59,62          | 60,89          |                                        |
| 6     | Dani Samuels      | Australien          | 60,44        | 54,47          | 60,44          | 57,97          | eigentlich für das Finale qualifiziert |
| 7     | Song Aimin        | Volksrepublik China | 60,10        | 60,10          | x              | 57,98          |                                        |
| 8     | Kateryna Karsak   | Ukraine             | 59,46        | 59,46          | x              | x              |                                        |
| 9     | Wioletta Potępa   | Polen               | 59,20        | x              | 59,20          | x              |                                        |
| 10    | Anna Söderberg    | Schweden            | 58,65        | 56,56          | 57,96          | 58,65          |                                        |
| 11    | Becky Breisch     | USA                 | 58,42        | x              | 54,55          | 58,42          |                                        |
| 12    | Dragana Tomašević | Serbien             | 57,96        | 57,85          | 56,96          | 57,96          |                                        |
| 13    | Cecilia Barnes    | USA                 | 53,02        | 53,02          | x              | x              |                                        |
| 14    | Tereapii Tapoki   | Cookinseln          | 50,35        | 50,35          | 48,37          | 38,32          |                                        |

### Gruppe B
27. August 2007, 11:30 Uhr
| Platz | Name                    | Nation              | Resultat (m)              | 1. Versuch (m)            | 2. Versuch (m)            | 3. Versuch (m)            |
| 1     | Joanna Wiśniewska       | Polen               | 63,13                     | 63,13                     | –                         | –                         |
| 2     | Sun Taifeng             | Volksrepublik China | 61,99                     | 61,99                     | –                         | –                         |
| 3     | Mélina Robert-Michon    | Frankreich          | 61,66                     | 59,79                     | 57,95                     | 61,66                     |
| 4     | Yania Ferrales          | Kuba                | 61,48                     | 59,96                     | x                         | 61,48                     |
| 5     | Natalija Semenowa       | Ukraine             | 61,33                     | 61,33                     | x                         | 59,15                     |
| 6     | Olena Antonowa          | Ukraine             | 60,90                     | 59,04                     | 60,90                     | x                         |
| 7     | Suzy Powell             | USA                 | 59,57                     | 59,57                     | 59,08                     | 58,23                     |
| 8     | Věra Cechlová           | Tschechien          | 57,56                     | 57,56                     | 56,97                     | x                         |
| 9     | Elisângela Adriano      | Brasilien           | 57,21                     | 56,50                     | 55,15                     | 57,21                     |
| 10    | Krishna Poonia          | Indien              | 57,17                     | 50,52                     | 54,38                     | 57,17                     |
| 11    | Nadine Müller           | Deutschland         | 55,98                     | 55,98                     | 55,09                     | x                         |
| 12    | Beatrice Faumuina       | Neuseeland          | 55,75                     | x                         | 55,75                     | x                         |
| 13    | Yuka Murofushi          | Japan               | 52,76                     | 50,56                     | 51,79                     | 52,76                     |
| DOP   | Darja Pischtschalnikowa | Russland            | für das Finale zugelassen | für das Finale zugelassen | für das Finale zugelassen | für das Finale zugelassen |

In der Qualifikation aus Gruppe B ausgeschiedene Diskuswerferinnen:

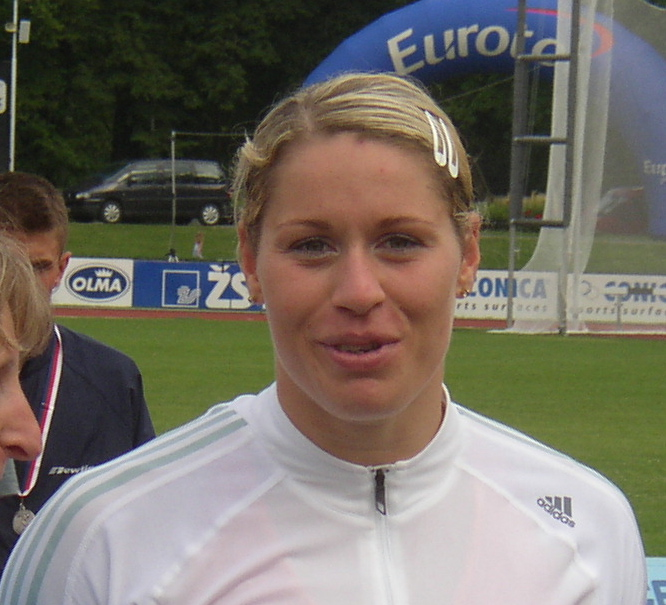
Věra Cechlová – 2004 Olympiadritte und 2005 WM-Dritte – Rang acht mit 57,56 m
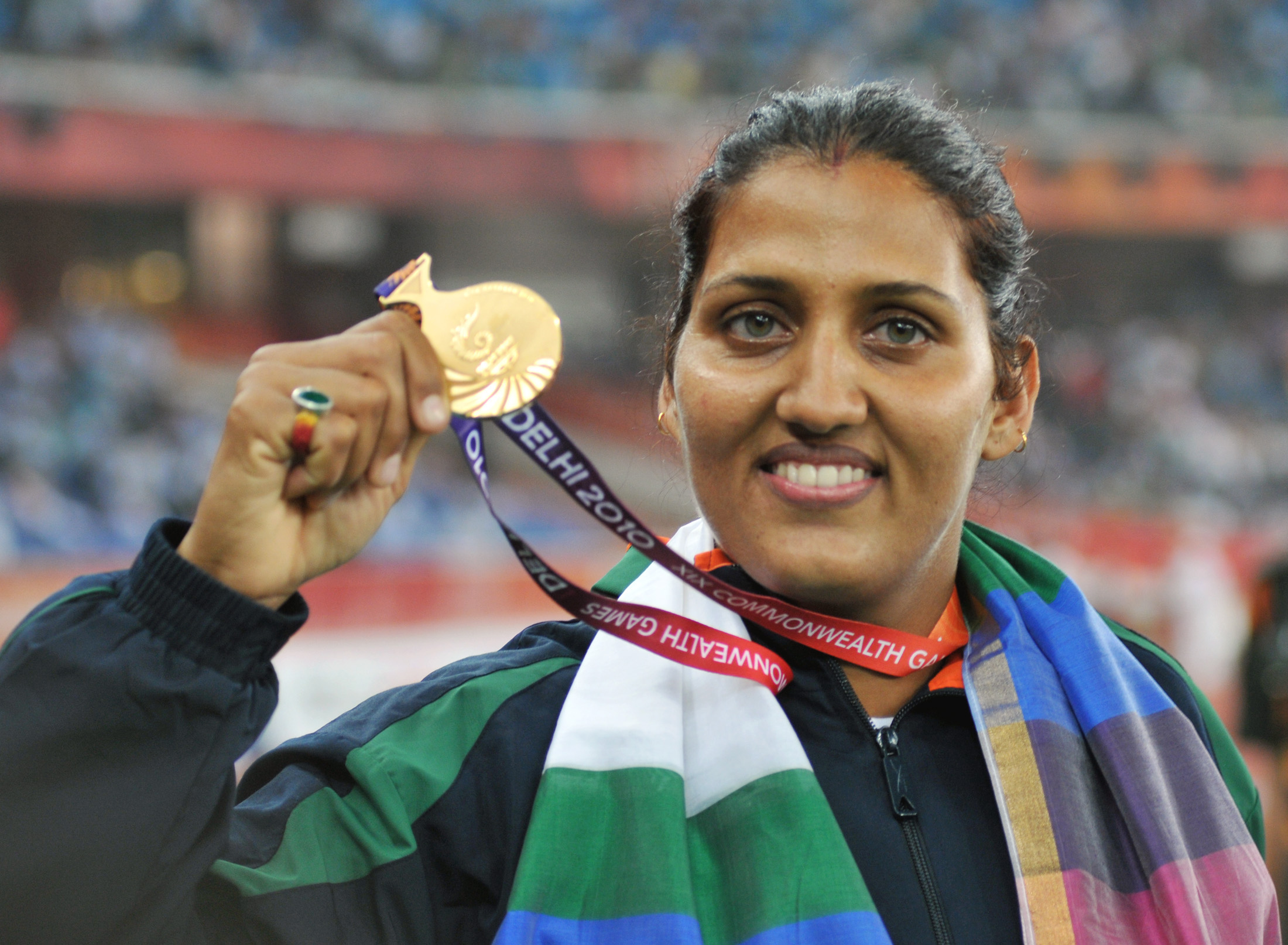
Krishna Poonia – hier mit einer Medaille im Jahr 2010 – Rang zehn mit 57,17 m
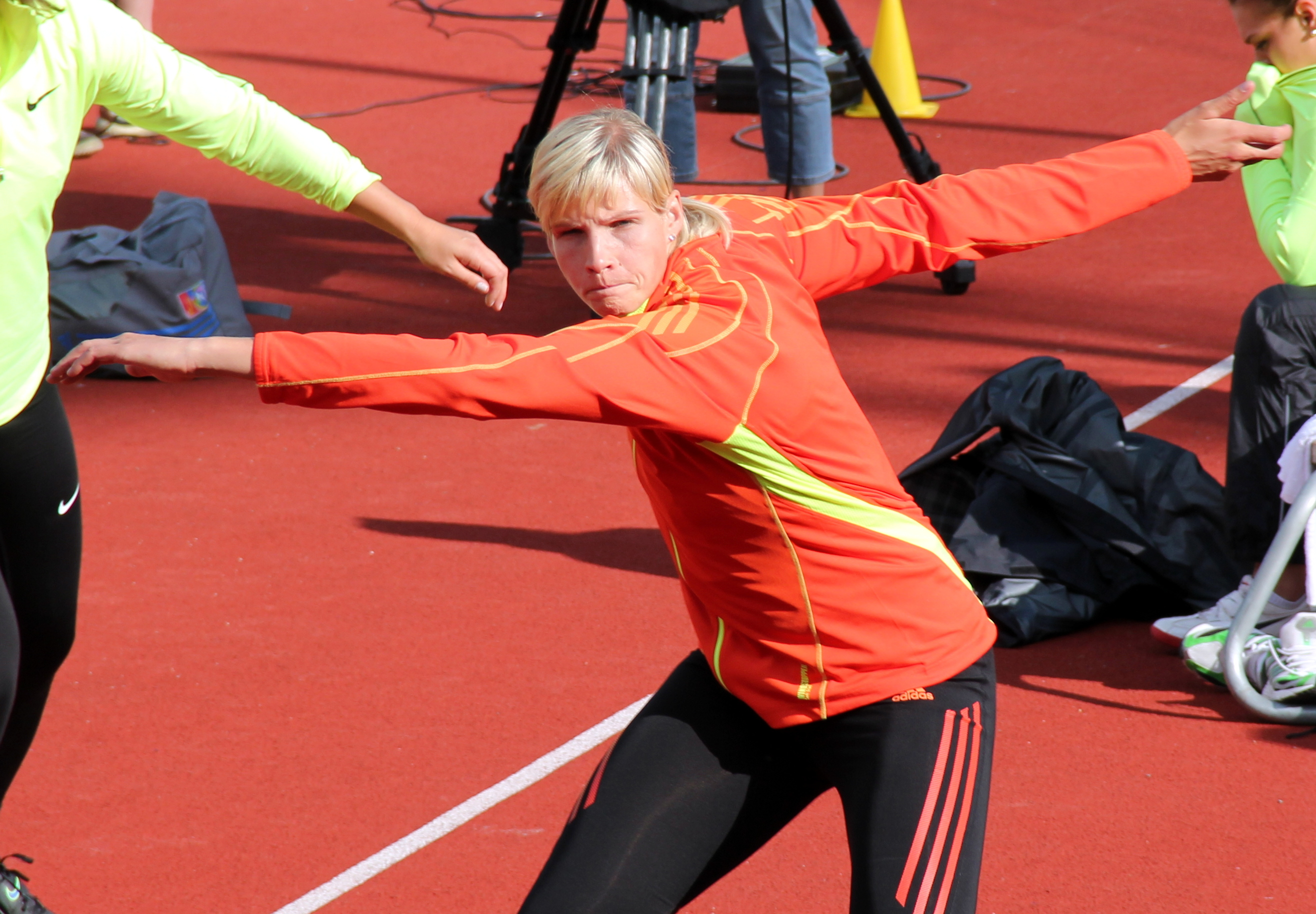
Nadine Müller Rang elf mit 55,98 m
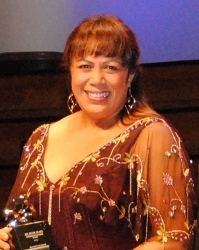
Beatrice Faumuina – Weltmeisterin von 1997 – Rang zwölf mit 55,75 m

## Finale
29. August 2007, 19:45 Uhr
| Platz | Name                    | Nation              | Resultat (m) | 1. Versuch (m) | 2. Versuch (m) | 3. Versuch (m) | 4. Versuch (m)                                | 5. Versuch (m)                                | 6. Versuch (m)                                |
| 1     | Franka Dietzsch         | Deutschland         | 66,61        | 66,61          | 66,48          | 63,92          | 63,81                                         | 65,29                                         | x                                             |
| 2     | Yarelys Barrios         | Kuba                | 63,90        | 63,90          | 61,75          | x              | 62,44                                         | x                                             | 57,60                                         |
| 3     | Nicoleta Grasu          | Rumänien            | 63,40        | 59,51          | 59,79          | 63,14          | 61,44                                         | 63,02                                         | 63,40                                         |
| 4     | Sun Taifeng             | Volksrepublik China | 63,22        | 61,21          | 60,39          | 63,22          | 61,57                                         | x                                             | x                                             |
| 5     | Olena Antonowa          | Ukraine             | 62,41        | 59,61          | 60,86          | 59,96          | 62,41                                         | 62,17                                         | 61,81                                         |
| 6     | Joanna Wiśniewska       | Polen               | 61,35        | 61,35          | 59,96          | 60,95          | 59,64                                         | x                                             | 60,64                                         |
| 7     | Natalija Semenowa       | Ukraine             | 61,17        | 61,17          | 60,36          | 60,11          | 59,94                                         | x                                             | 58,34                                         |
| 8     | Ma Xuejun               | Volksrepublik China | 59,37        | x              | 59,37          | 58,96          | eigentlich zu drei weiteren Würfen berechtigt | eigentlich zu drei weiteren Würfen berechtigt | eigentlich zu drei weiteren Würfen berechtigt |
| 9     | Iryna Jattschanka       | Belarus             | 58,67        | x              | 58,67          | x              | nicht im Finale der besten acht Werferinnen   | nicht im Finale der besten acht Werferinnen   | nicht im Finale der besten acht Werferinnen   |
| 10    | Yania Ferrales          | Kuba                | 58,20        | x              | 58,20          | x              | nicht im Finale der besten acht Werferinnen   | nicht im Finale der besten acht Werferinnen   | nicht im Finale der besten acht Werferinnen   |
| 11    | Mélina Robert-Michon    | Frankreich          | 57,81        | x              | 57,81          | x              | nicht im Finale der besten acht Werferinnen   | nicht im Finale der besten acht Werferinnen   | nicht im Finale der besten acht Werferinnen   |
| DOP   | Darja Pischtschalnikowa | Russland            |              |                |                |                |                                               |                                               |                                               |

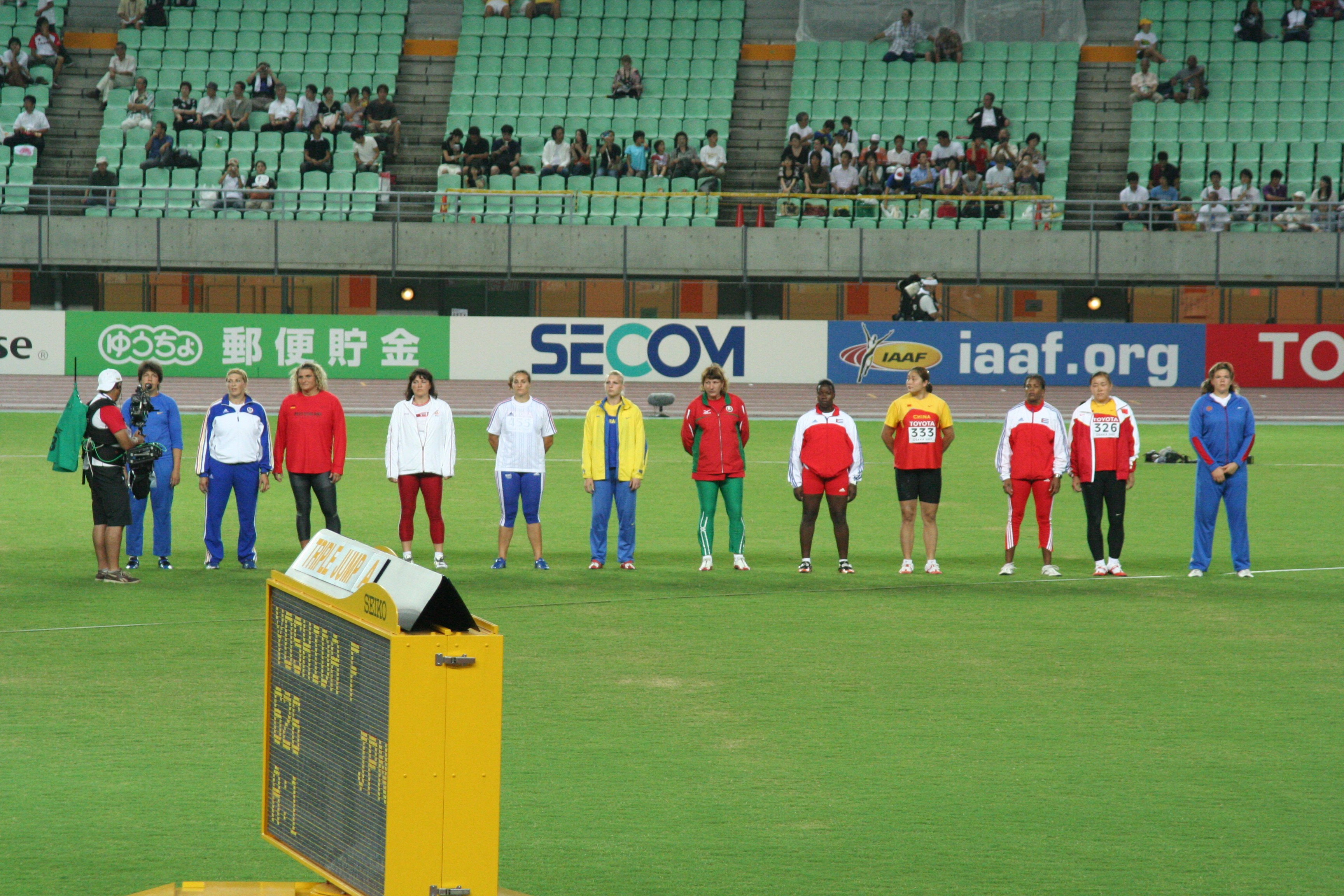
Die Diskuswurf-Finalteilnehmerinnen bei ihrer Präsentation vor dem Wettkampf
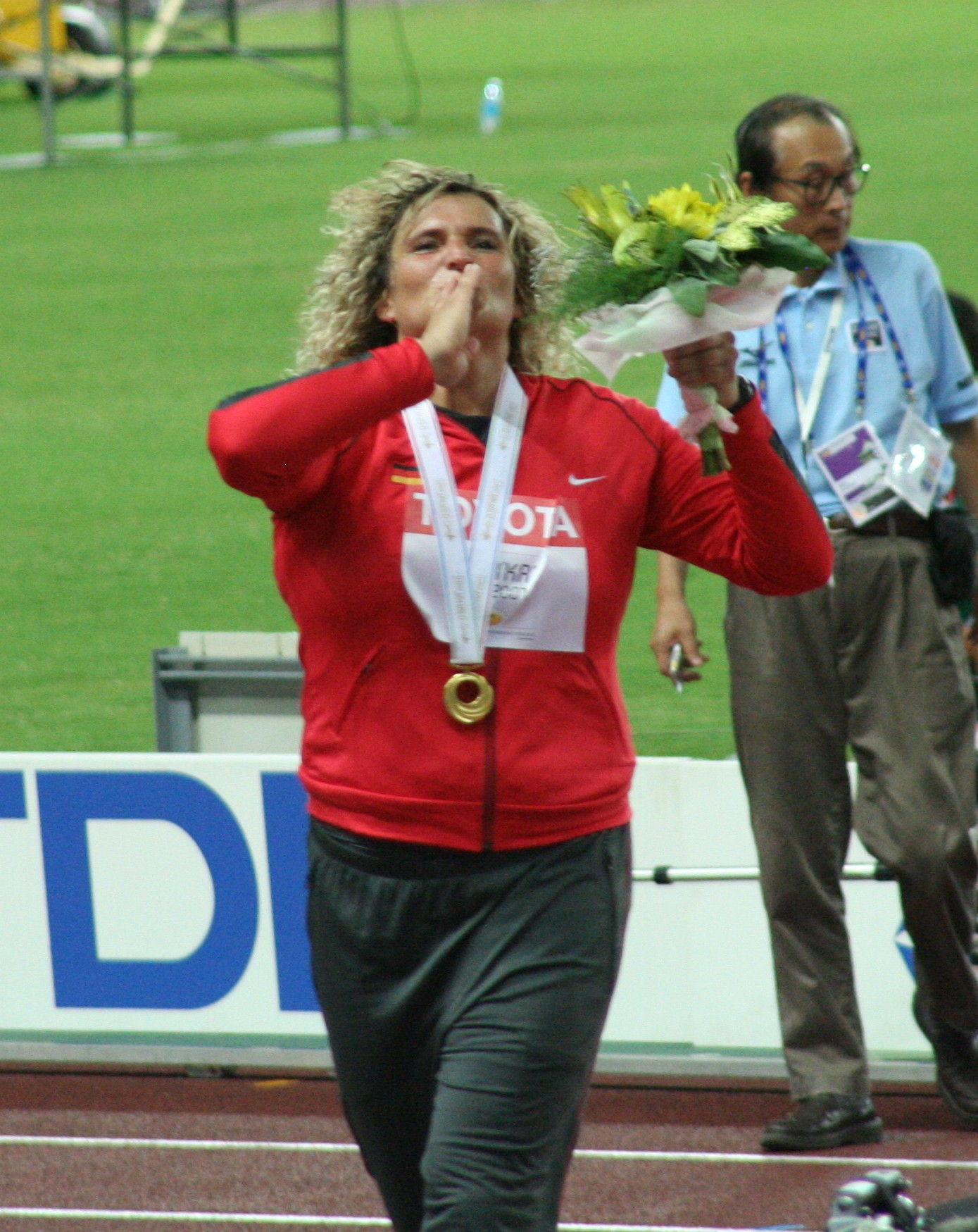
Die Titelverteidigerin und Weltmeisterin von 1999 Franka Dietzsch nach ihrem erneuten Titelgewinn
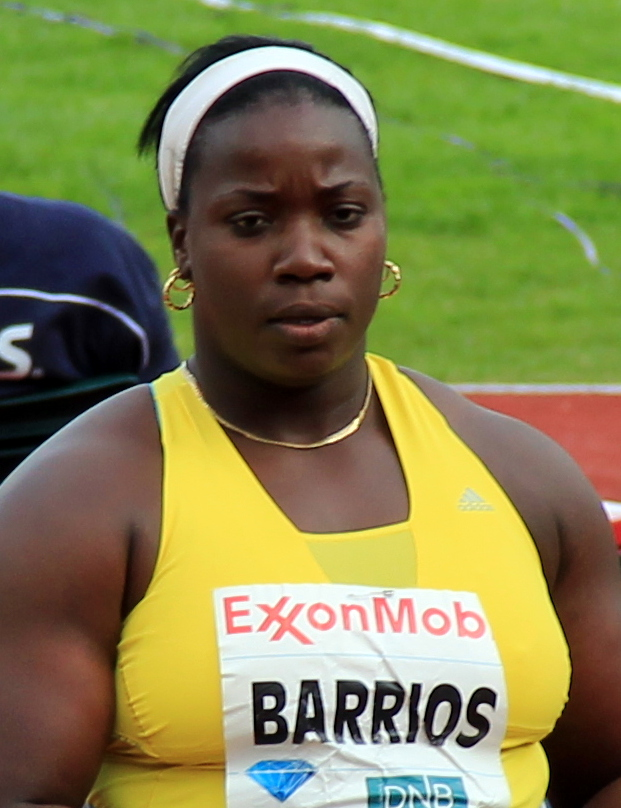
Vizeweltmeisterin Yarelys Barrios
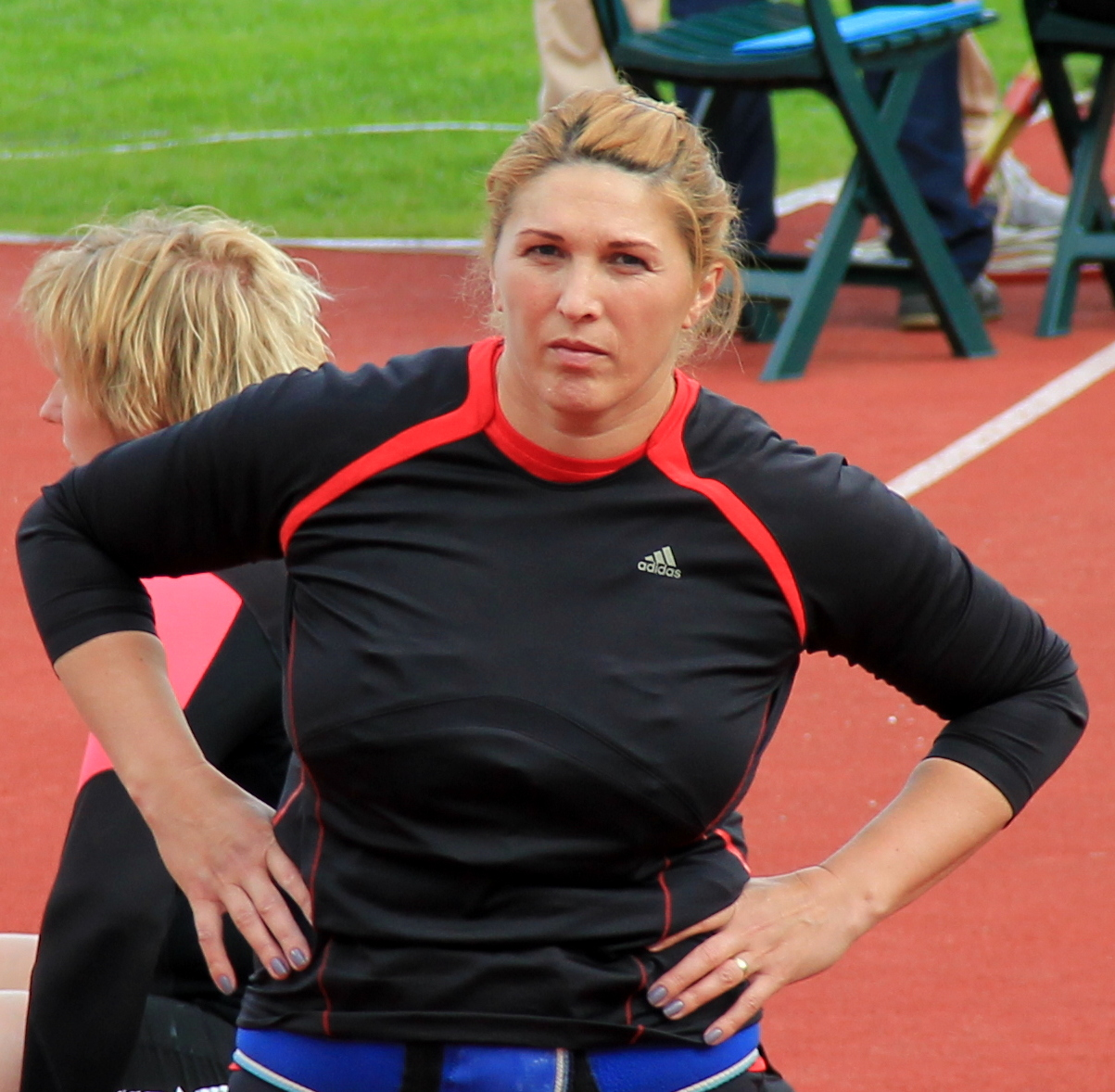
Ihre bereits dritte WM-Medaille nach Silber 2001 sowie Bronze 1999 errang die drittplatzierte Nicoleta Grasu
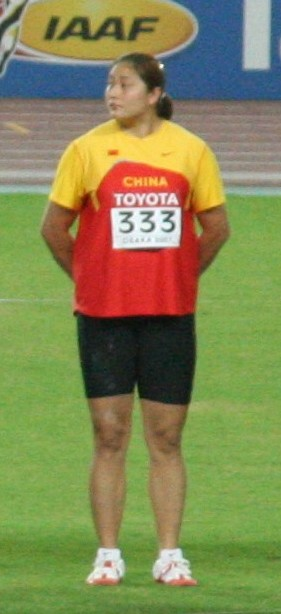
Sun Taifeng belegte Rang vier
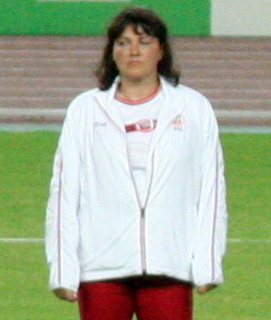
Joanna Wiśniewska erreichte Platz sechs
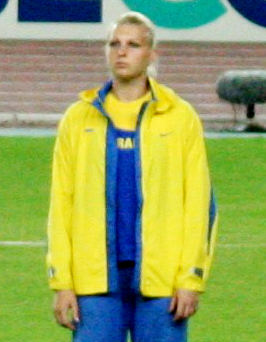
Natalija Semenowa kam auf den siebten Platz
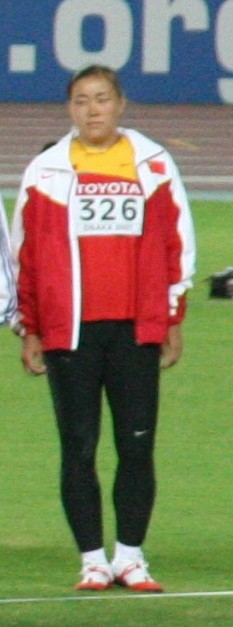
Ma Xuejun wurde Achte
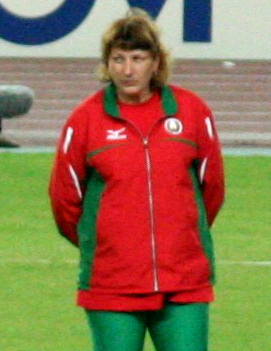
Die neuntplatzierte Iryna Jattschanka
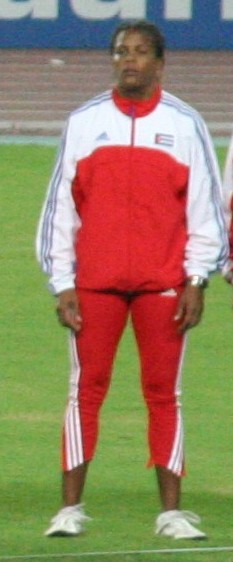
Rang zehn für Yania Ferrales
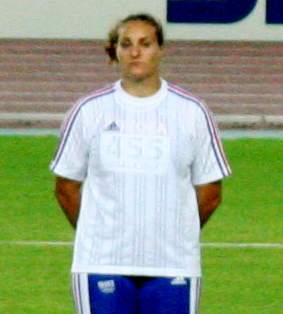
Mélina Robert-Michon – Platz elf

## Video
- Discus gold for Dietsch yet again, youtube.com, abgerufen am 11. November 2020